# Грунерт, Юлиус Теодор
Юлиус Теодор Грунерт (31 января 1809, Галле — 30 августа 1889, Трир) — германский учёный-лесовод, лесник-практик, преподаватель и научный писатель.

## Биография
По получении специального образования сначала в Галле, затем в Нейштадт-Эберсвальдском лесном институте (1832—1833) и трёхлетнего преподавания в этом университете начал (в 1836 году) практическую служебную деятельность в прусской казённой лесной службе: в 1843 году был главным лесничим в районе Потсдама, в 1846 году стал инспектором лесов в Данциге, в 1850 году — старшим лесничим в Кёслине, в 1851 году перешёл на ту же должность в Данциге, в 1854 году стал главным королевским лесничим там же. В 1859 году был назначен директором Нейштадт-Эберсвальдского института, вскоре преобразованного в Лесную академию. Через 7 лет (в 1866 году) снова вернулся к практической деятельности обер-форстмейстером в Трире. Вышел в отставку в 1878 году.
Главные работы: «Der Preussische Förster» (1869, 2-е издание — 1883); «Forstlehre» (1872, 4-е издание — 1884); «Jagdlehre» (1879—1880); «Die Forstlehrlings- und die Förster-Prüfung in Fragen» (1885) и «Die Jagdgesetzgebung Preussens in ihrer geschichtlichen Entwickelung» (1886). Сверх того, принимал участие в составлении изданной Домбровским «Forstund Jagd-Encyclopädie» и издавал с 1861 года основанный им специальный журнал — «Forstliche Blätter».